# ポール＝ウジェーヌ・メプレス

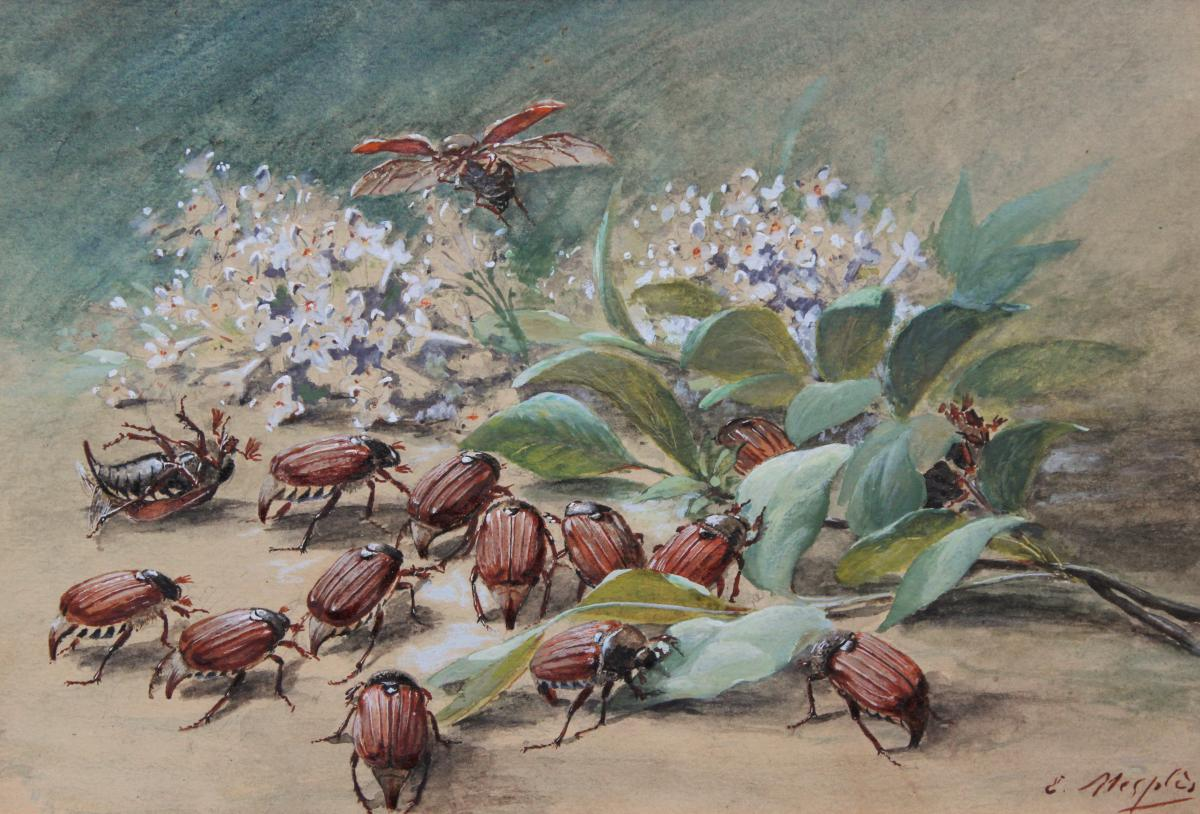
メプレス作、コラネ虫の一種と白いライラック

ポール＝ウジェーヌ・メプレス（Paul-Eugène Mesplès、1849年7月7日 - 1924年）はフランスの「ベル・エポック」の時代の画家である。モンマルトルで活動し「ダンサーの画家」(peintre des danseuses)と称された。卓越した音楽家でもあった。作品に「A Tel」と署名することもあった。

## 略歴
パリのノナン・ディエール通り(rue des Nonnains-d'Hyères)に生まれた。普仏戦争では砲兵の連隊などに属した。1870年代は、ジャン＝レオン・ジェロームの私的な弟子をした後、絵入り雑誌「ル・モンド・イリュストレ」などの出版物に、カリカチュアを描いた。

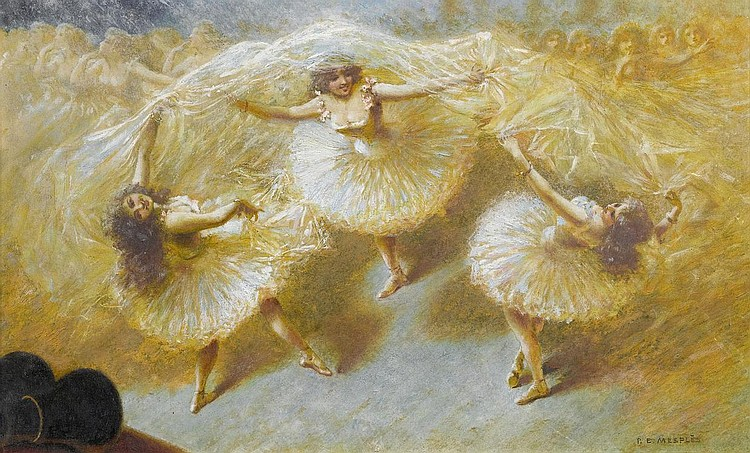
Vus par en haut, vus par en bas (1912)

観察力と正確な描写力はパリ自然史博物館の学者たちに注目された、自然標本の作図家として雇われ、植物学者。ガストン・ボニエ(Gaston Bonnier)の図鑑、「草原と森林の植物」(Les plantes des champs et des bois : excursions botaniques printemps, été, automne, hiver)に873点の図版を描いたのを始め、多くの博物画を描いた。
歌劇の躍り手や舞台衣装に強い関心を持ち、1880年代に版画集を出した。木版画、リトグラフの両方に優れた技術を示し、版画家のアンリオ(Jules-Armand Hanriot)らと、共同で版画集を出版した。フランス版画家協会(Société des artistes lithographes français)の副会長を務めた。
1880年にサロン・ド・パリに出展し、1881年からフランス芸術家協会展（Salon des Artistes Français）、1884年からアンデパンダン展に出展した。1886年から1890年の間、舞台衣装の月刊書籍「Le Costume au théâtre」の創刊者の一人となり、この雑誌は54巻が出版され、アルフォンス・ミュシャのイラストレーションも掲載された。実際の舞台衣装のデザインにも参加した。
1896年にレジオンドヌール勲章（シュバリエ）を受勲した。

## 作品

### 博物画

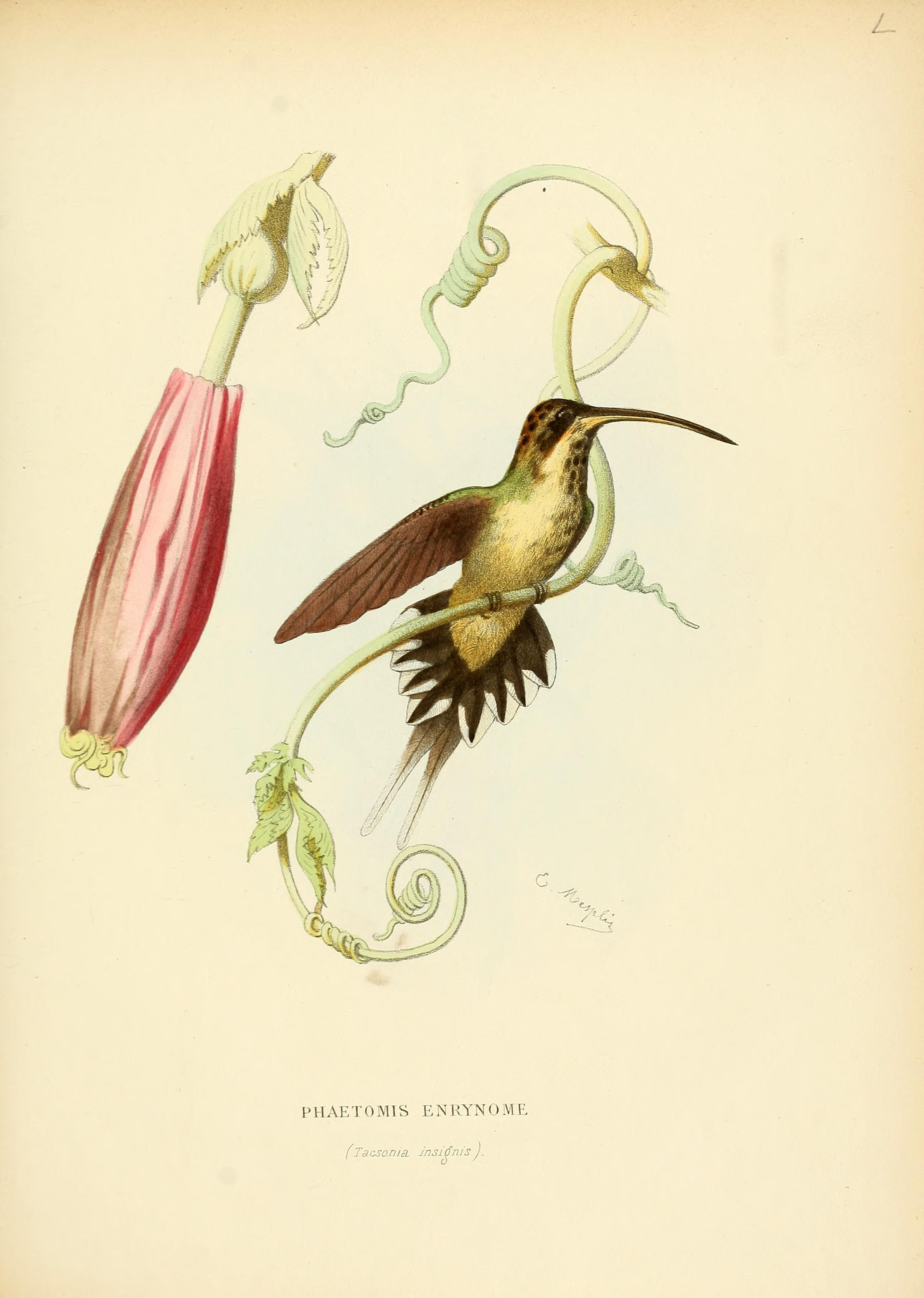
Phaethornis eurynome
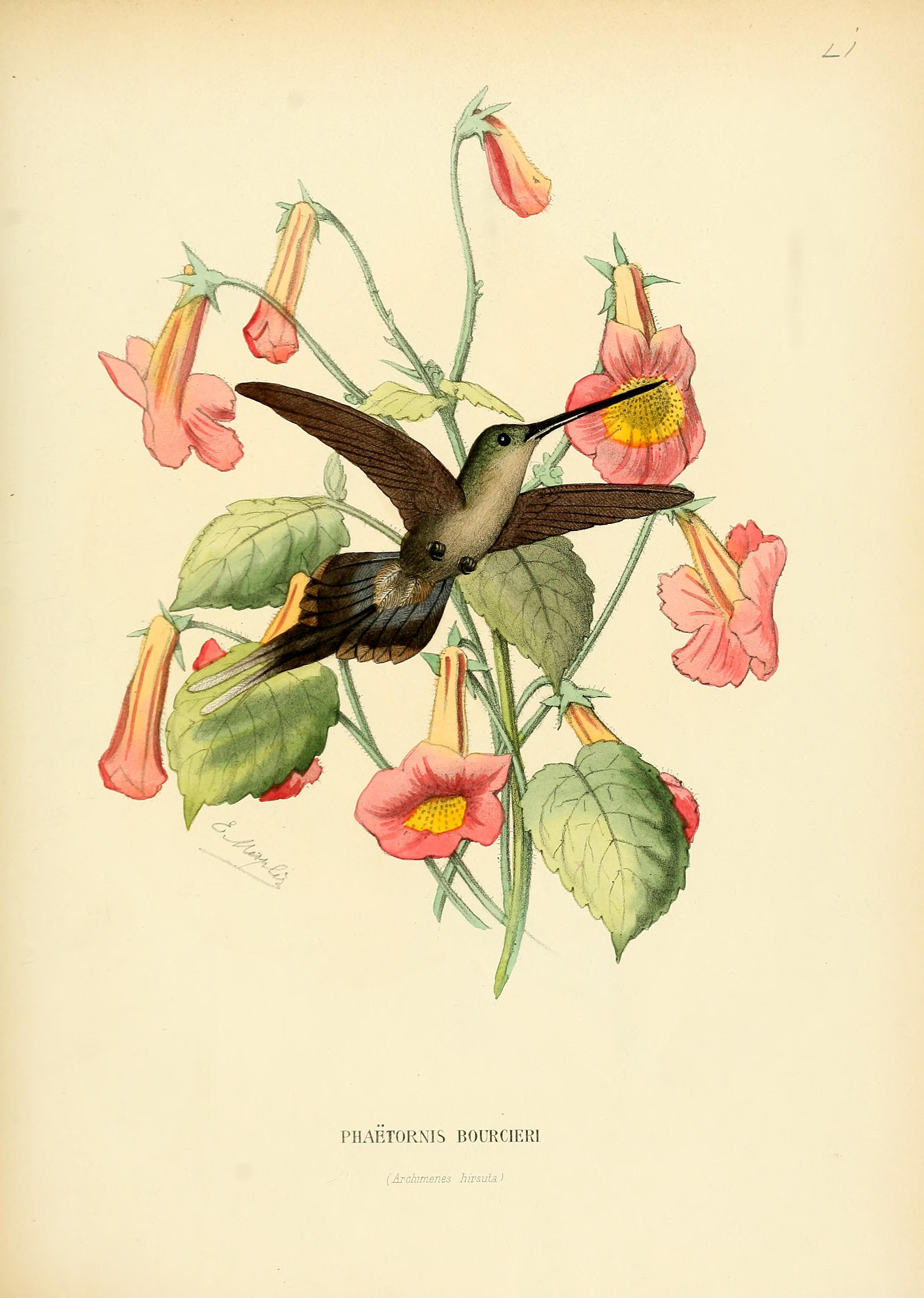
Phaethornis bourcieri
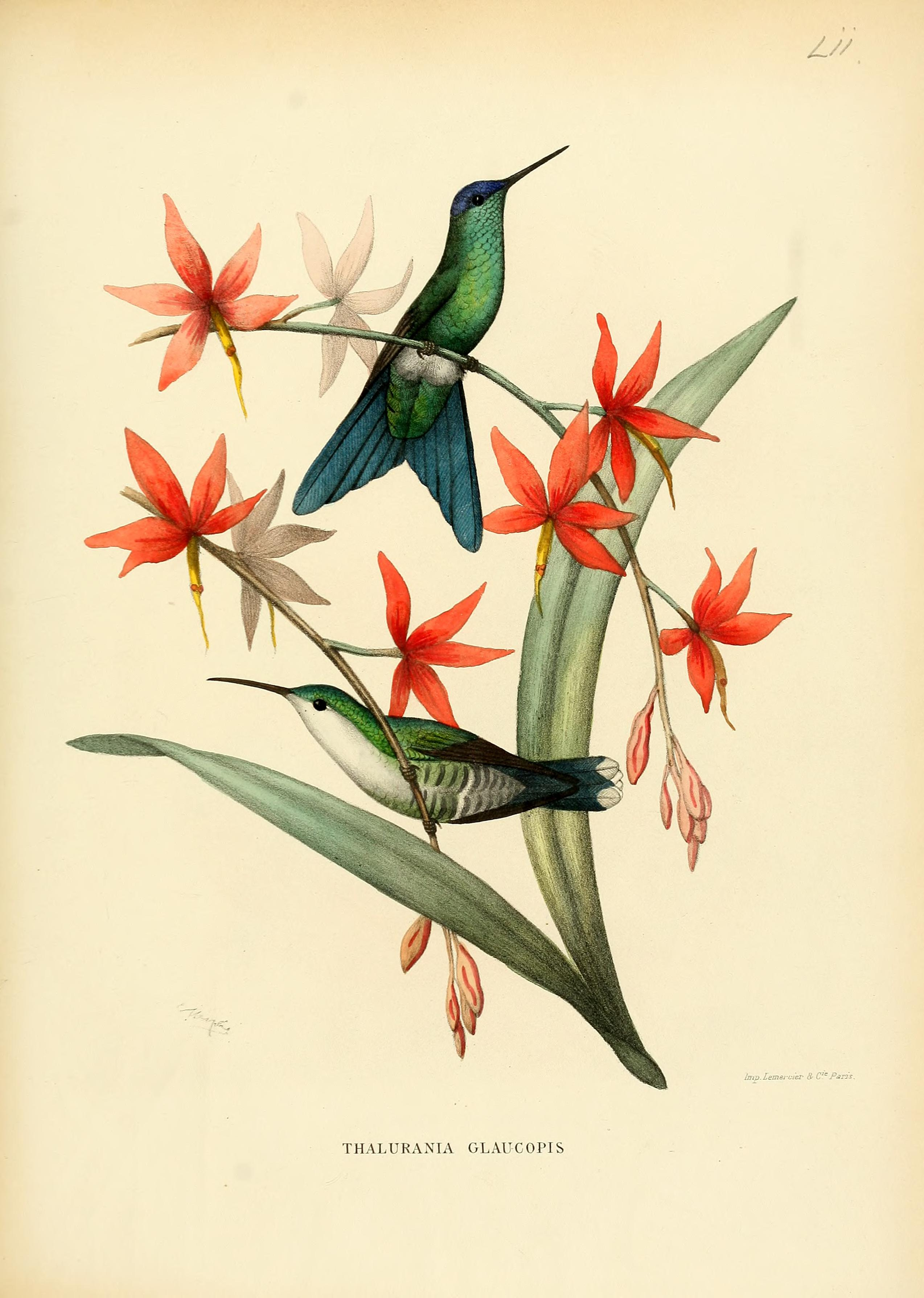
Thalurania glaucopis
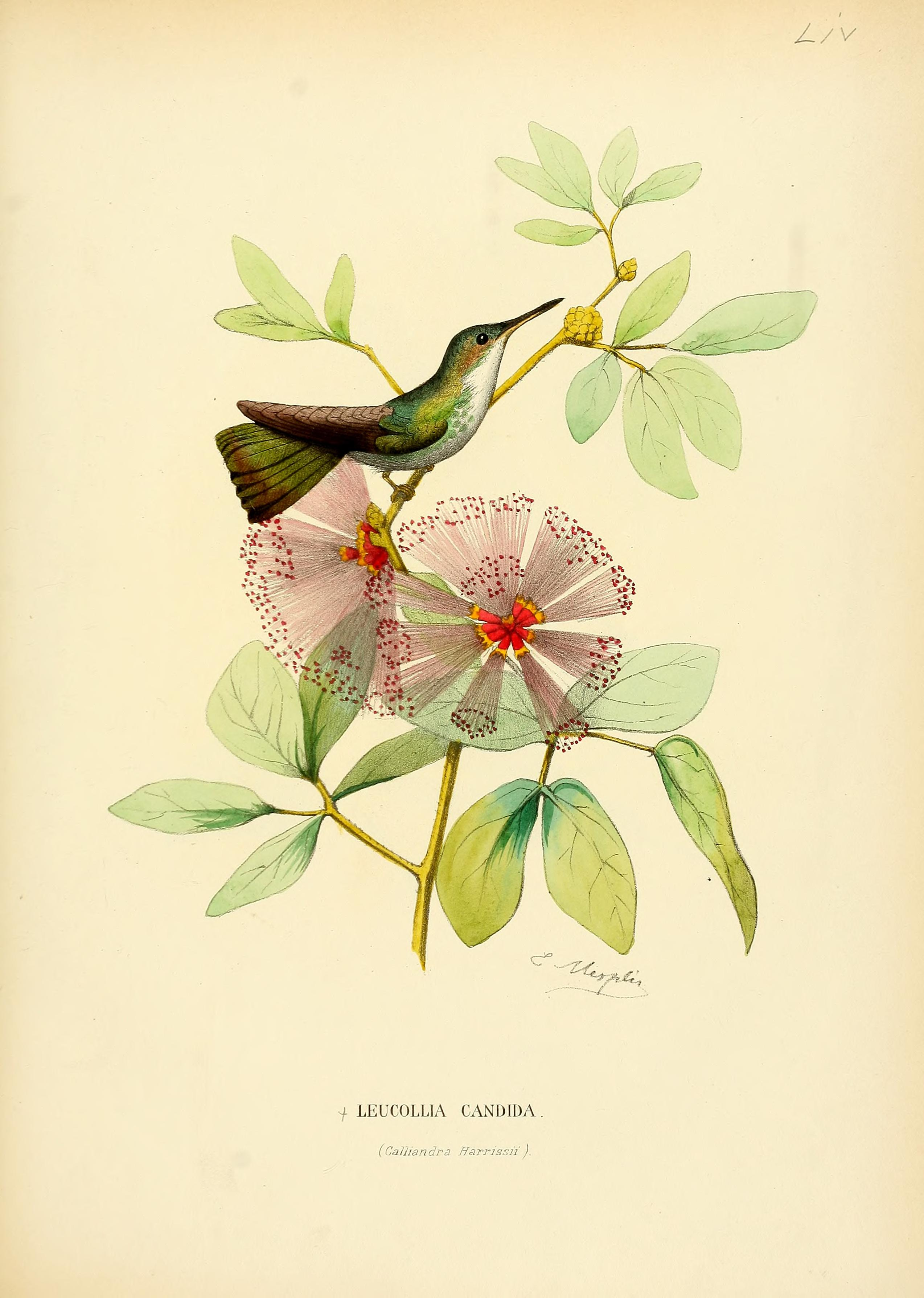
Amazilia candida

### その他の絵画・版画

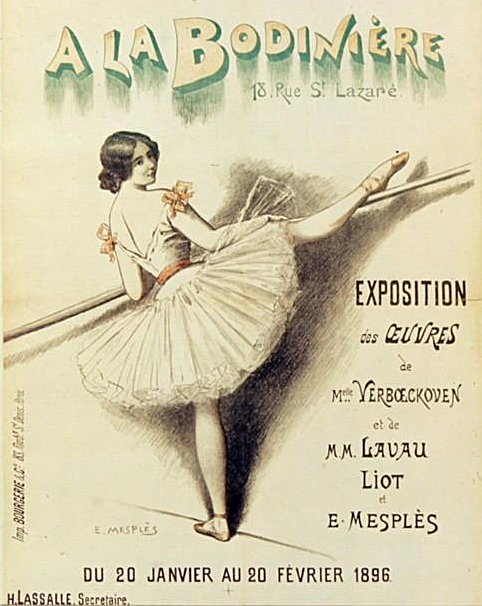
ボディニエール劇場のポスター (1916)
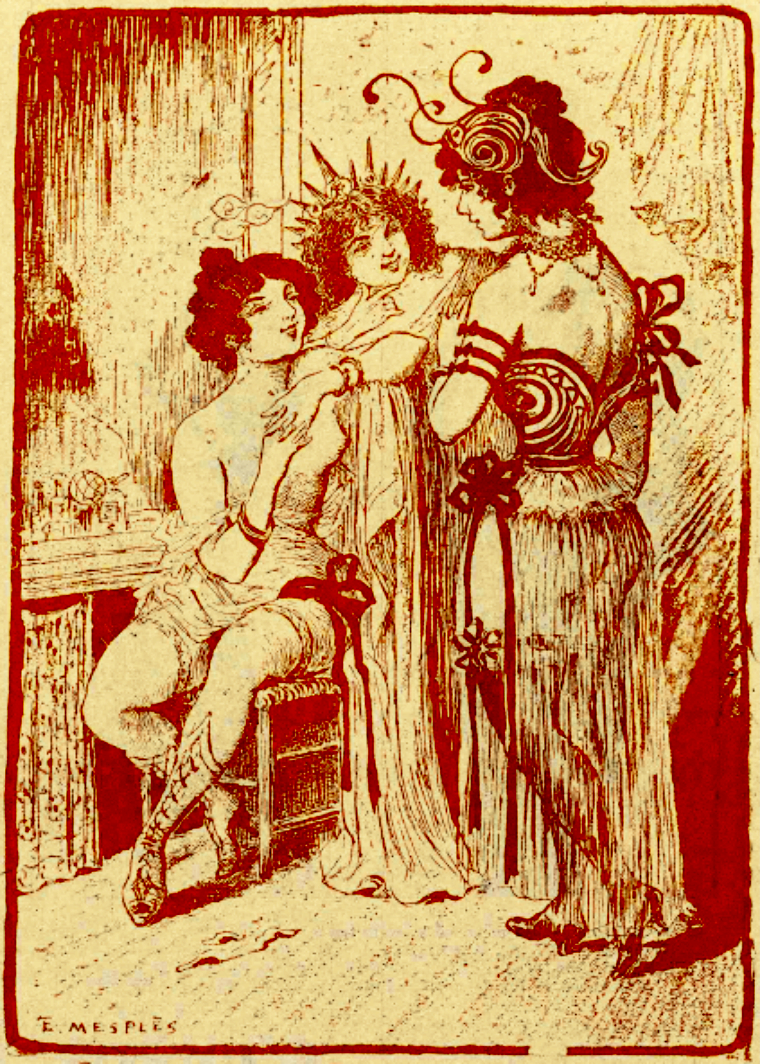
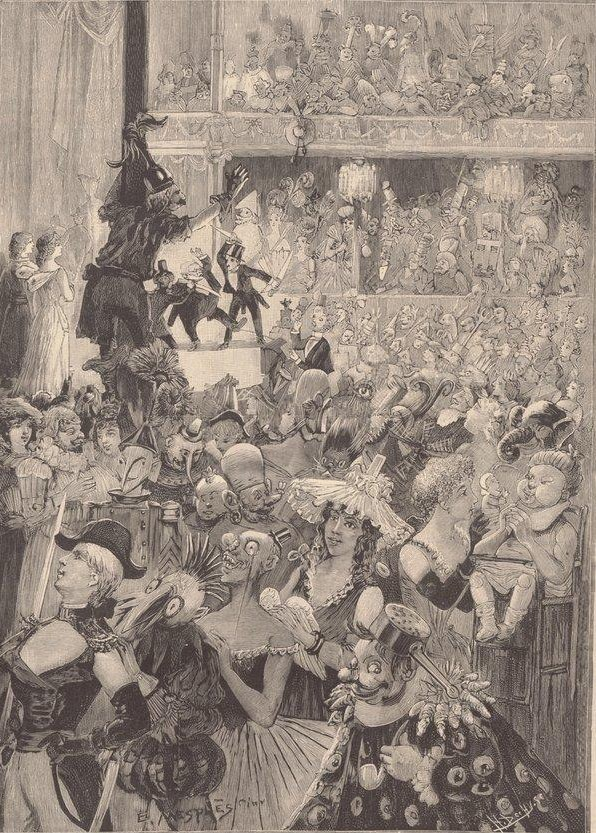
『ル・モンド・イリュストレ』紙の挿絵
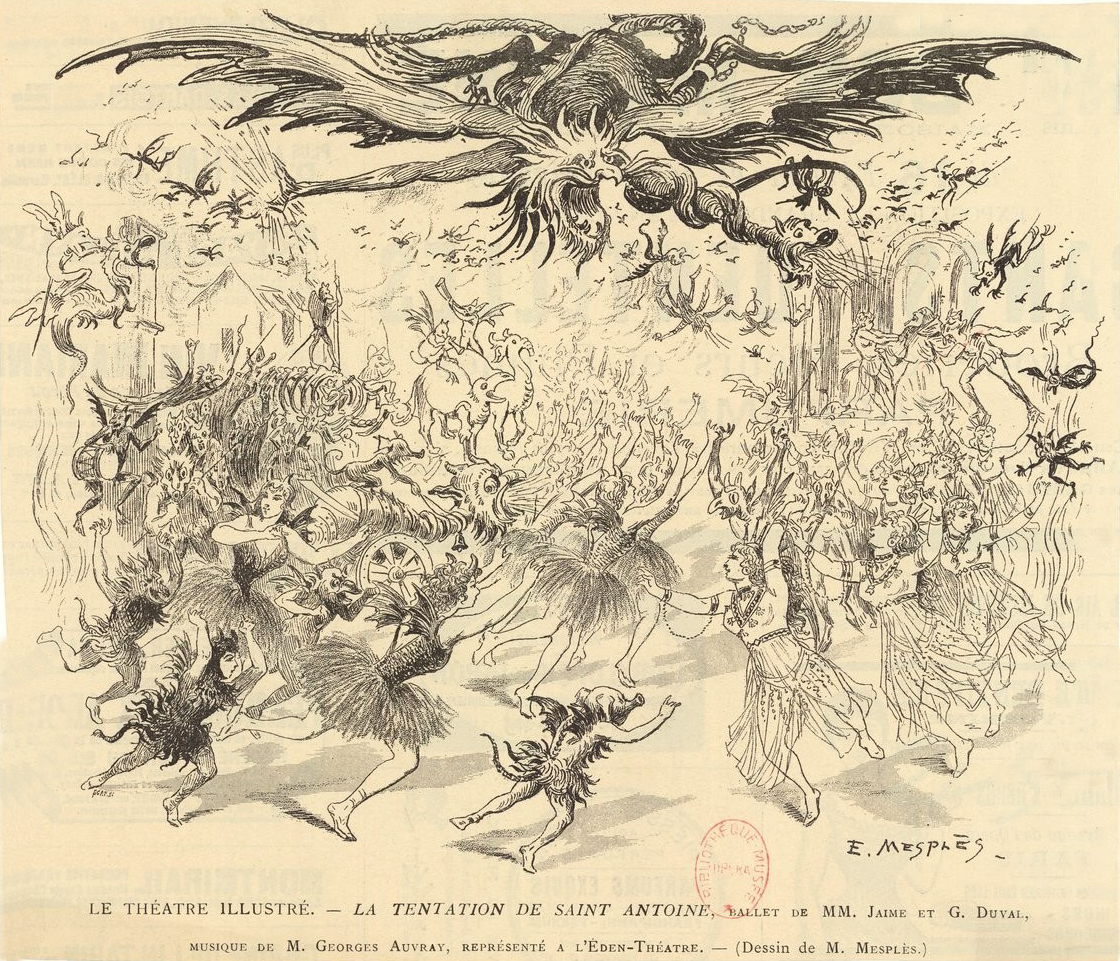
聖アントワーヌの誘惑